# Хассетт, Гэвин
Гэ́вин Ха́ссетт (англ. Gavin Hassett; род. 13 июля 1973, Сент-Джон, Нью-Брансуик) — канадский гребец, выступавший за сборную Канады по академической гребле в период 1993—2004 годов. Серебряный призёр летних Олимпийских игр в Атланте, чемпион мира, победитель и призёр этапов Кубка мира.

## Биография
Гэвин Хассетт родился 13 июля 1973 года в городе Сент-Джон провинции Нью-Брансуик, Канада.
Заниматься академической греблей начал в 1989 году, проходил подготовку в Виктории, Британская Колумбия.
Первого серьёзного успеха на взрослом международном уровне добился в сезоне 1993 года, когда вошёл в основной состав канадской национальной сборной и выступил на мировом первенстве в Рачице, где одержал победу в зачёте восьмёрок лёгкого веса.
На чемпионате мира 1994 года в Индианаполисе финишировал в лёгких безрульных четвёрках четвёртым.
В 1995 году на мировом первенстве в Тампере вновь был четвёртым в той же дисциплине.
Благодаря череде удачных выступлений удостоился права защищать честь страны на летних Олимпийских играх 1996 года в Атланте. В программе четвёрок лёгкого веса без рулевого в решающем заезде пришёл к финишу вторым, уступив около половины секунды команде из Дании, и тем самым завоевал серебряную олимпийскую медаль.
В 1999 году на домашнем мировом первенстве в Сент-Катаринсе показал в лёгких безрульных четвёрках шестой результат.
Выиграв бронзовую медаль на этапе Кубка мира 2000 года в Вене, благополучно прошёл отбор на Олимпийские игры Сиднее. На сей раз в безрульных четвёрках лёгкого веса сумел квалифицироваться лишь в утешительный финал В и расположился в итоговом протоколе соревнований на седьмой строке.
После сиднейской Олимпиады Хассетт остался в составе гребной команды Канады на ещё один олимпийский цикл и продолжил принимать участие в крупнейших международных регатах. Так, в 2001 году он взял серебро и бронзу на этапе Кубка мира в Нью-Джерси, стал серебряным призёром на этапе в Мюнхене, занял пятое место на чемпионате мира в Люцерне.
В 2002 году в лёгких безрульных четвёрках одержал победу на этапе Кубка мира в Люцерне, выиграл бронзовую медаль на мировом первенстве в Севилье.
В 2003 году добавил в послужной список серебро с этапа Кубка мира в Люцерне, был пятым на чемпионате мира в Милане.
Находясь в числе лидеров канадской национальной сборной, отправился представлять страну на Олимпийских играх Афинах. Здесь в программе безрульных четвёрок лёгкого веса занял итоговое пятое место. Вскоре по окончании этих соревнований принял решение завершить карьеру профессионального спортсмена.